# Chris Boddy
Chris Boddy (ur. 16 listopada 1987 r. w Stockton-on-Tees) – brytyjski wioślarz.

## Osiągnięcia
- Mistrzostwa Świata U-23 – Glasgow 2007 – czwórka podwójna wagi lekkiej – 5. miejsce[1].
- Mistrzostwa Świata – Poznań 2009 – czwórka bez sternika wagi lekkiej – 13. miejsce[1].